# 틸 오일렌슈피겔

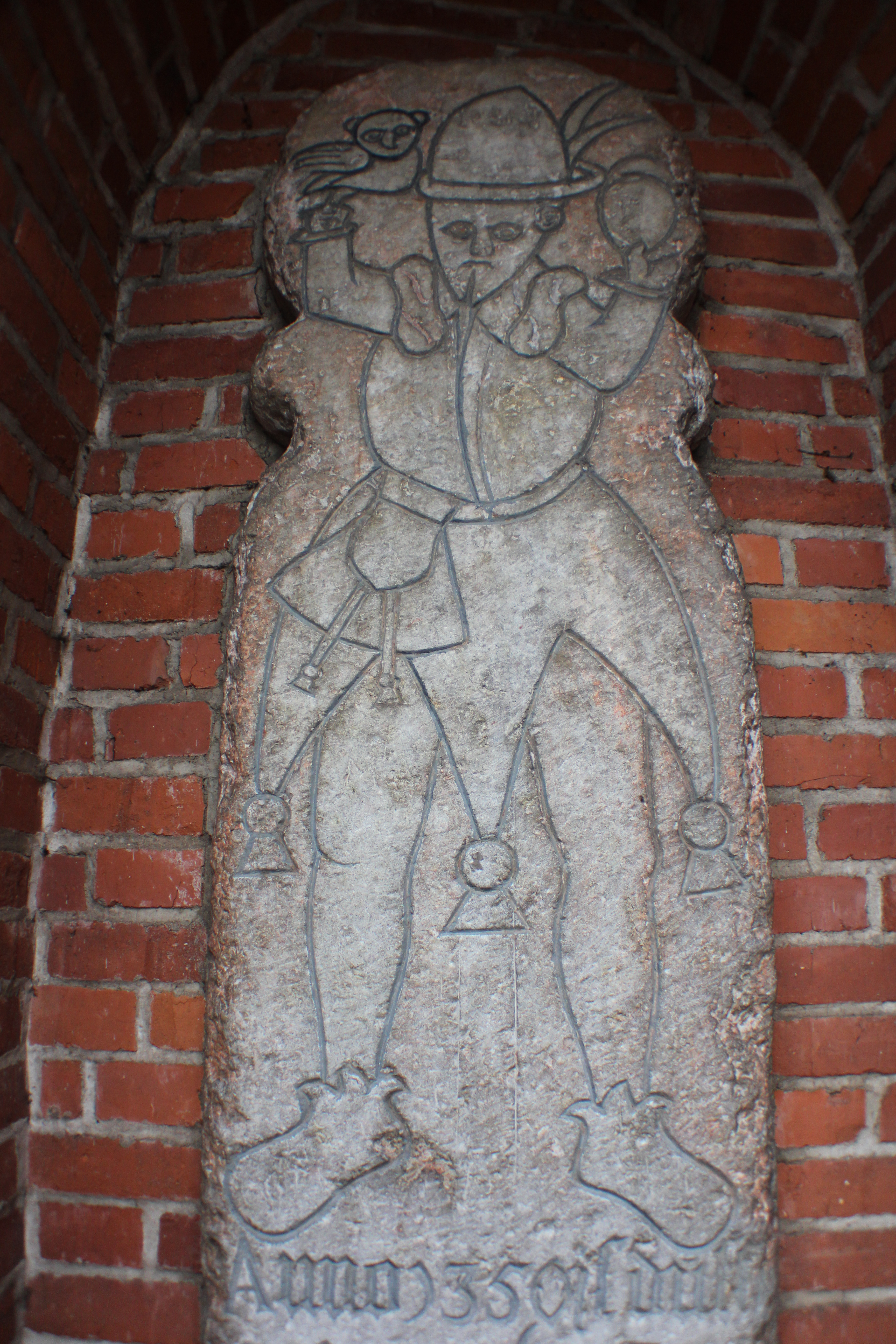

틸 오일렌슈피겔(독일어: Till Eulenspiegel, IPA: [ˈtɪl ˈʔɔʏlənˌʃpiːgəl], 저지 독일어: Dyl Ulenspegel IPA: [dɪl ˈʔuːlnˌspeɪɡl̩])은 중세 저지 독일에서 구전되던 트릭스터이다.
고지 독일어 이름을 글자 그대로 옮기면 '올빼미 거울'이다. 그러나 원래 저지 독일어로는 '엉덩이 닦기'라는 뜻이다.

## 전승
그 구전에 따르면 그는 1300년 브라운슈바이크 근처 나이트링겐에서 태어났다. 틸 오일렌슈피겔은 신성로마제국 중, 특히 북부 독일 지방과 저지 국가들(현재의 네덜란드와 벨기에 지역)과 보헤미아와 이탈리아를 여행하였다. 오일렌슈피겔이 역사상의 실존 인물이 아닐 가능성이 높지만, 그는 1350년 뮐른에서 세상을 떠난 후, 그곳에 그를 기리는 비석이 세워져있다. 이 민화에서 오일렌슈피겔은 당시대에 관하여 짖궃은 농담을 즐기는 사기꾼이나 어리석은 사람으로 보인다.
비록 기능공들이 오일렌슈피겔의 속임수의 주요 희생양으로 묘사되지만, 귀족이나 교황도 그의 속임수에 넘어가는 것에서 예외가 아니었다.

## 출판
오일렌슈피겔의 가장 잘 알려진 이야기 이본은 1510년 경에 초기 새 고지 독일에서 익명으로 출판된 《브라운슈바이크 영토에서 틸 오일렌슈피겔에 관한 흥미진진한 책》이다. 저작권은 헤르만 보트에게 귀속되었다. 고지 독일어에 적용되지 않는 말장난은 그 책이 처음에는 저지 독일어로 작성되었다가, 나중에 더 많은 독자를 찾기 위해서 고지 독일어로 번역되었음을 드러낸다.
그 책은 다양한 언어로 번역되었다. 줄거리는 시간이 지남에 따라 개작되거나 변화되었다.

## 파생 작품
- The Legend of Thyl Ulenspiegel and Lamme Goedzak, 1867년 샤를 드 코스터의 소설
- 틸 오일렌슈피겔의 유쾌한 장난: 19세기 후반, 리하르트 슈트라우스의 교향시
- 1916년 발레 루스의 작품, 바슬라프 니진스키도 참조
- "Till Eulenspiegel", 게른하르트 하웁트만 판 (1927)

## 비슷한 등장인물
- 나스레딘: 중세 중동 문학에서도 오일렌슈피겔과 비슷한 캐릭터가 있다.
- "Hershele Ostropoler" :19세기 초기에 오일렌슈피겔과 비슷한 유태인 장난꾸러기 캐릭터이다.

## 한국어 번역
- 이상일 옮김, 《틸 오일렌슈피겔의 재미있는 읽을거리》, 지식산업사, 2012

## 같이 보기
- 나스레딘
- 에리히 케스트너
- 여우 이야기